# محاسبة تمويل
محاسبة التمويل هو أحد فروع المحاسبة الذي تستخدمه الجهات والمنظمات الغير ربحية و الحكومات، يركز هذا النوع من المحاسبة على مبدأ المساءلة بدلاً من الربحية. في هذا الفرع كذلك يتم التركيز على موازنة الحسابات على حدة، وكذلك فصل الحسابات بناءاً على الغرض المحدد والقيود المطبقة على التمويل وفقاً للقوانين واللوائح.